# Броненосни крайцери тип „Тенеси“
Тенеси (на английски: Tennessee) са серия броненосни крайцери на ВМС на САЩ. Те са последните броненосни крайцери на американския флот. Всичко от проекта са построени 4 единици: „Тенеси“ (на английски: USS Tennessee, ACR-10), „Вашингтон“ (на английски: USS Washington, ACR-11), „Норт Каролина“ (на английски: USS North Caroline, ACR-12) и „Монтана“ (на английски: USS Montana, ACR-13).
Проектът е развитие на броненосните крайцери от типа „Пенсилвания“.

## Конструкция
Повтаря предходния проект като размери, скорост и броня.

### Въоръжение
Главният калибър на проекта са четири 254 мм оръдия. При средния калибър няма промени спрямо „Пенсилвания“ – същите 152 мм оръдия, само че с две повече – вече шестнадесет 152 мм оръдия Мк. 8 с дължина на ствола 50 калибра: всичките 152 мм оръдия са разположени в бронирани каземати – дванадесет на батарейната палуба и четири на горната и двадесет и две 76 мм оръдия с дължина на ствола 50 калибра. 152 мм оръдия имат ъгъл на снижение -7°, на възвишение 15°, далечина на стрелбата при ъгъл +14,9° 15 000 ярда (13 716 м, 74 кбт.), главното отличие от Мк. 6 е в два пъти по-високата скорострелност, която съставлява шест изстрела в минута вместо три. Оръдията стрелят с 95 – 105 фунтови снаряди (43 – 48 кг)

## Представители
| Име                                        | Заложен       | Спуснат на вода  | Влязъл в строй | История                                                                                |
| ------------------------------------------ | ------------- | ---------------- | -------------- | -------------------------------------------------------------------------------------- |
| „Тенеси“ USS Tennessee, ACR-10             | 20 юни 1903   | 3 декември 1904  | 17 юли 1906    | През 1912 г. е преименуван на „Мемфис“. Потъва при корабокрушение на 29 август 1916 г. |
| „Вашингтон“ USS Washington, ACR-11         | 29 март 1903  | 18 март 1905     | 7 август 1906  | През 1916 г. е преименуван на „Сиатъл“. Предаден за скрап на 3 декември 1946 г.        |
| „Норт Каролина“ USS North Caroline, ACR-12 | 21 март 1905  | 6 октомври 1906  | 7 май 1908     | През 1920 г. е преименуван на „Шарлът“. Предаден за скрап на 29 септември 1930 г.      |
| „Монтана“ USS Montana, ACR-13              | 29 април 1905 | 15 декември 1906 | 21 юли 1908    | През 1920 г. е преименуван на „Мизула“. Предаден за скрап през октомври 1935 г.        |

## Оценка на проекта
Американците не успяват да проследят всички военноморски новости и в основата на проекта е заложена стара концепция, в резултат на което крайцерите са морално остарели още преди да са влезли в строй.

## Коментари
1. ↑  Префиксът „USS“ е от на английски: United States Ship (Кораб на Съединените щати).
2. ↑  Буквите показват принадлежността на кораба към съответен клас: ВВ – линкор, СС, CL, СА – съответно линеен, лек или тежък крайцер, CV – самолетоносач, DD – разрушител, SS – подводница и т.н.